# Gehobenes Atoll

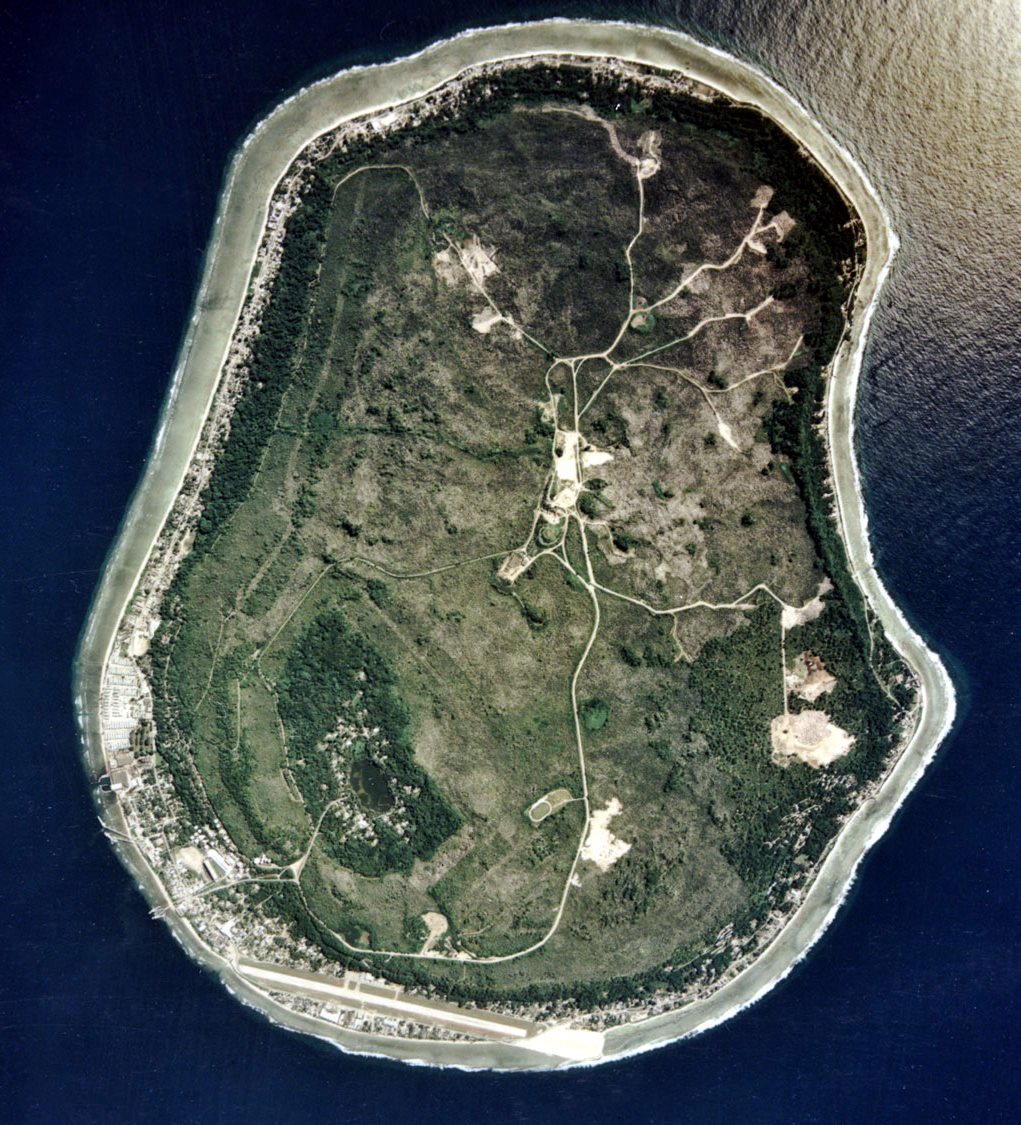
Nauru, ein gehobenes Atoll

Ein gehobenes Atoll hat alle Merkmale eines typischen Atolls, zum Beispiel einen Riffgürtel und die Reste einer zentralen Lagune, die jedoch deutlich oberhalb des heutigen Meeresspiegels liegen. Gehobene Atolle sind zunächst „gewöhnliche“ Atolle, die nach der Riffbildung über die Meeresoberfläche hinaus angehoben werden. Ursächlich für diese Hebung ist das erneute Aufleben tektonischer oder vulkanischer Aktivitäten. In der Regel fällt dabei die zentrale Lagune des Atolls trocken, verlandet und es siedeln sich mit der Zeit Pflanzen an. Bei einigen Inseln konnte sich anschließend in Höhe des Meeresspiegels erneut ein Korallenriff bilden. Gehobene Atolle weisen oft ergiebige Phosphat-Lagerstätten auf, die auf die Ablagerung von Guano durch Seevögel zurückgehen.
Der französische Begriff für ein gehobenes Atoll ist makatea, im anglo-amerikanischen Sprachraum wird es als raised reef island oder makatea island bezeichnet. Makatea ist ein altes polynesisches Wort, das „weißer Stein“ (Kalkstein) bedeutet. Der Name bezeichnet auch eine Insel im Tuamotu-Archipel, ein gehobenes Atoll.

## Entstehung

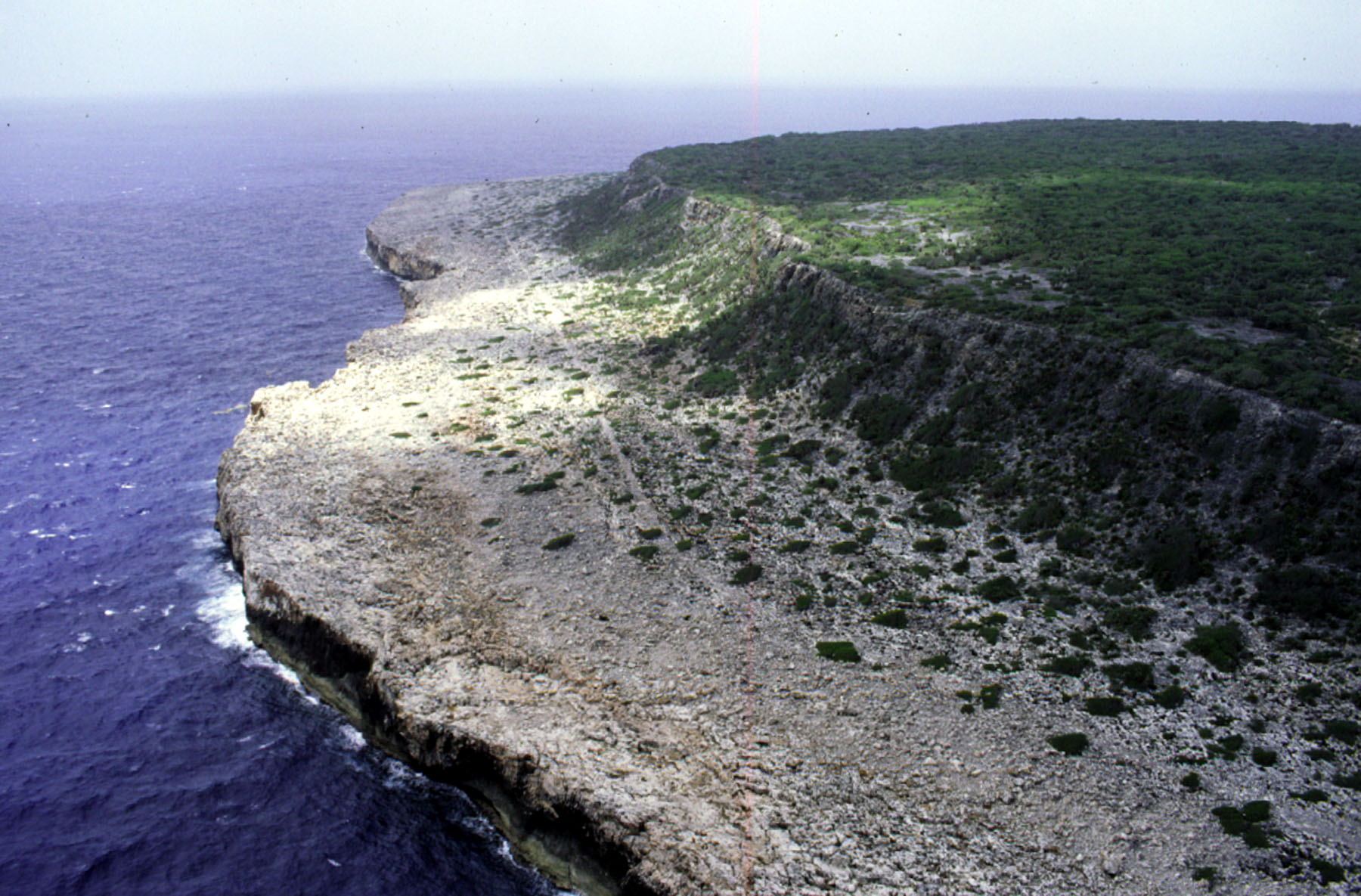
Diese Luftaufnahme von Navassa zeigt deutlich den gänzlich aus dem Wasser gehobenen ehemaligen Riffkranz und die verlandete Lagune (rechts oben)

Bereits James Cook machte sich Gedanken über deren Entstehung:

„Es fielen uns mächtige Korallenfelsen auf, die fünfzehn Fuß aus dem Wasser herausragten. Die Korallentiere können über dem Wasser nicht fortkommen. Wie sie also gehoben worden sind, ob durch ein Erdbeben oder auf andere Weise, kann ich nicht entscheiden.“

Nach heutiger Kenntnis sind mögliche Mechanismen für die Hebung von Atollen:
- das Wiederaufleben vulkanischer Aktivität
- die Verbiegung der ozeanischen Kruste durch Auflast infolge der Neubildung von Vulkangebäuden
- großräumige Hebung durch das Vorhandensein eines Mantel-Plumes
- großräumige Hebung durch plattentektonische Prozesse.

Die Ursache der Hebung ist in einigen Fällen umstritten, so etwa im Fall der gehobenen Atolle des Cook-Archipels.
Atolle bilden sich in tropischen Gewässern durch das Anwachsen eines Korallenriffs rund um die aufgetauchte Spitze eines untermeerischen Vulkans. Nach dem Ende der vulkanischen Aktivität sinkt der Vulkanberg wegen des Ausbleibens nachdringenden Magmas und infolge seines eigenen Gewichts, aber auch durch das Absinken der ozeanischen Kruste bei der plattentektonischen Drift langsam ab. Gleichzeitig wird er durch Erosion abgetragen, bis über der Wasseroberfläche nur noch der stetig in die Höhe wachsende Riffkranz sichtbar ist. In einigen Fällen lebt jedoch die vulkanische Aktivität wieder auf und nachdringende magmatische Massen führen zu einer Hebung des Atolls.
Ebenfalls mit vulkanischen Prozessen in Zusammenhang steht die Hebung durch so genannte lithosphärische Biegung (en: lithospheric flexure). Hier reagiert die im Vergleich zur kontinentalen Erdkruste dünne ozeanische Kruste, wenn sie von einem neu gebildeten Vulkankomplex belastet wird, auf zweierlei Weise: einer Depression in unmittelbarer Nähe des Vulkanes und – als Kompensation – einer Aufwölbung in einiger Entfernung davon. Ein gutes Beispiel für diesen Vorgang ist Hawaii. Dabei kann es geschehen, dass bestehende Korallenatolle in diesem Radius über die Meeresoberfläche hinaus angehoben werden. Solche Prozesse sind vor allem bei relativ jungen Vulkanen zu beobachten, die jünger als 2 Millionen Jahre sind. Ein Beispiel: Die Masse des Vulkanes, der vor 900.000 Jahren die Insel Pitcairn bildete, verursachte die Hebung der 200 km nordöstlich gelegenen Insel Henderson. Dieser Vorgang wird ebenso für die Inseln ‘Ātiu, Ma‘uke und Miti‘āro im Cook-Archipel angenommen.
Als weiterer Prozess, der zur Hebung von ausgedehnten Bereichen ozeanischer Kruste führen könnte, wird das großräumige Aufsteigen von Magma in einem Plume oder Mantel-Diapir diskutiert. So soll die Hebung unter anderem der Cook-, Marquesas-, Pitcairn- und Gesellschaftsinseln auf den so genannten „South Pacific Superswell“ (in etwa: „Südpazifische Großwölbung“) zurückgehen.
Die Position einiger gehobener Atolle an den Rändern tektonischer Platten und in der Nähe von Subduktionszonen weist darauf hin, dass ihr Aufsteigen durch großräumige Hebungsprozesse in Verbindung mit plattentektonischen Aktivitäten zu bringen ist.

## Beispiele
- Polynesien
  - Niue
  - Makatea (Tuamotu)
  - Mangaia (Cookinseln)
  - ‘Ātiu (Cookinseln)
  - Ma‘uke (Cookinseln)
  - Miti‘āro (Cookinseln)
  - Rimatara (Austral-Inseln)
  - Rurutu (Austral-Inseln)
  - Henderson Island (Pitcairninseln)
  - Malden (Line Islands, Kiribati)
  - Flint (Line Islands, Kiribati)
  - Starbuck (Line Islands, Kiribati)
  - Swains Island (Amerikanisch-Samoa)
- Mikronesien
  - Banaba (Kiribati)
  - Nauru
- Melanesien
  - Lifou (Loyalitätsinseln, Neukaledonien)
  - Maré (Loyalitätsinseln, Neukaledonien)
- Seychellen
  - Aldabra (Aldabra-Gruppe, Outer Islands)
  - Assomption (Aldabra-Gruppe, Outer Islands)
  - Astove (Aldabra-Gruppe, Outer Islands)

- Karibik
  - Navassa (Haiti/USA)